# U-ka saegusa IN db
U-ka saegusa IN db és una banda pop japonès formada en 2002 al voltant de la vocalista Yuuka "U-ka" saegusa. Té un contracte signat amb el segell discogràfic GIZA studio. Els tres primers senzills de la banda van ser inclosos en l'anime Cheeky Angel. El seu primer èxit fou "Kimi to Yakusoku Shita Yasashii Ano Basho Made", un tema pel popular anime Detectiu Conan, que va arribar al lloc #8 de les llistes Oricon. Consta de quatre membres, els quals són:
- U-ka saegusa (三枝夕夏) Vocals
- Yûichirô Iwai (岩井勇一郎) Guitarra
- Taku Oyabu (大藪拓) Baix
- Keisuke Kurumatani (車谷啓介) Tambors

## Discografia
Singles
- Whenever I think of you (12 de juny de 2002)
- It's for you (28 d'agost de 2002)
- Tears Go By (6 de novembre de 2002)
- CHU☆TRUE LOVE (18 de juny de 2003)
- I can't see, I can't feel (20 d'agost de 2003)
- 君と約束した優しいあの場所まで (Kimi to Yakusoku Shita Yasashii Ano Basho Made) (29 d'octubre de 2003)
- 眠る君の横顔に微笑みを (Nemuru Kimi no Yokogao ni Hohoemi wo) (3 de març de 2004)
- へこんだ気持ち 溶かすキミ (Hekonda Kimochi Tokasu Kimi) (11 d'agost de 2004)
- 笑顔でいようよ (Egao de Iyou yo) (15 de setembre de 2004)
- いつも心に太陽を (Itsumo Kokoro ni Taiyou wo) (13 d'octubre de 2004)
- 飛び立てない私にあなたが翼をくれた (Tobitatenai Watashi ni Anata ga Tsubasa wo Kureta) (16 de febrer de 2005)
- ジューンブライド ～あなたしか見えない～ (June Bride ~anata shika mienai~) (15 de juny de 2005)
- 君の愛に包まれて痛い (Kimi no Ai ni Tsutsumarete Itai) (16 de novembre 2005)
- 愛のワナ (Ai no Wana) (15 de febrer de 2006)
- Fall in Love (24 de maig de 2006)
- Everybody Jump (12 de juny de 2006)
- 太陽 (Taiyou) (20 de setembre de 2006)
- 雲に乗って (Kumo ni Notte) (31 de gener de 2007)
- 明日は明日の風の中......夢の中/新しい自分へ変わるスイッチ (Ashita wa Ashita no Kaze no Naka......Yume no Naka/Atarashii Jibun he Kawaru Switch) (31 d'octubre de 2007)
- 雪どけのあの川の流れのように (Yukidoke no Ano Kawa no Nagare no You Ni) (27 de febrer de 2008)
- 誰もがきっと誰かのサンタクロース (Daremo ga Kitto Dareka no Santa Claus) (10 de desembre de 2008)
- もう君をひとりにさせない (Mou Kimi wo Hitori ni Sasenai) (25 de febrer de 2009)
- いつも素顔の私でいたい (Itsumo Sugao no Watashi de Itai) (3 de juny de 2009)

Àlbums i EPs
- Secret & Lies (5 de febrer de 2003)
- 三枝夕夏 IN db 1st ～君と約束した優しいあの場所まで～ (U-ka saegusa IN db 1st ~Kimi to Yakusoku Shita Yasashii Ano Basho Made~) (19 de novembre de 2003)
- U-ka saegusa IN db II (17 de novembre de 2004)
- U-ka saegusa IN db III (20 de setembre de 2006)
- U-ka saegusa IN d-best ~Smile & Tears~ (6 de juny de 2007)

DVDs
- Film Collection Vol.1 -Shocking Blue- (19 de novembre de 2003)
- One Live (16 de febrer de 2005)
- Film Collection Vol.2 (21 de setembre de 2005)
- Choco II to Live (1 de novembre de 2006)
- U-ka saegusa IN d-best ~Smile & Tears~ (27 de febrer de 2007)

Col·laboracions
- "The Hit Parade" (amb Tak Matsumoto, 26 de novembre de 2003)
- "100 Mono Tobira" (100もの扉, amb Rina Aiuchi i Sparkling Point, 14 de juny de 2006)
- "Nanatsu no Umi wo Wataru Kaze no You Ni" (七つの海を渡る風のように, (amb Rina Aiuchi, 11 d'abril de 2007)